# Caonabo
Caonabo (del idioma iñeri: Kaonabo ‘el que tiene tesoros’‘Ka(k)ona, de valor; -(a)bo, con o perteneciente a’) o Kaonabo (?-1496) fue un cacique arawak-taíno de la isla La Española, en la región Cibao (actual República Dominicana), a la llegada de Cristóbal Colón. Caonabo era el jefe del cacicazgo arawak-taíno de Maguana, aunque según Hernando Colón, Caonabo era oriundo de las tribus caribes, lo que se ha comprobado que es falso, ya que los arawak-taínos de Borikén detuvieron a los kalinagos (caribes) en la isla de Cibukeira (isla de Guadalupe), algo que contribuyó a que fuera especialmente temido por los otros caciques, fue por sus habilidades de combate y por su ferocidad. Estaba casado con Anacaona, que era hermana del cacique llamado Bohechío.

## Biografía
El 13 de enero de 1493, tratando de desembarcar en la costa norte de La Española para abastecerse, Colón sufrió un ataque de flechas por parte de Caonabo y su tribu, en un lugar llamado Punta Flecha (en la península de Samaná).
Algo después del ataque de Punta Flecha, recibió la visita de algunos españoles del fuerte La Navidad. Incitados por su mujer Anacaona, Caonabo mató a Rodrigo de Escobedo, Pedro Gutiérrez y varios de sus hombres; poco después atacó por la noche La Navidad destruyéndolo y asesinando a los españoles que al mando de Diego de Arana, habían quedado para su guardia.
Cuando Colón regresó de España a finales de noviembre de 1493, no encontró superviviente alguno de los 39 hombres que había dejado y halló el fuerte La Navidad completamente destruido. Inmediatamente supo por el cacique Guacanagarix que el culpable había sido Caonabo.
En marzo de 1495, Caonabo también intentó atacar la fortaleza de Santo Tomás, pero fue derrotado por Alonso de Ojeda. Su hermano Manicatex trató de rescatarlo en un ataque frontal que los españoles convirtieron en una masacre. Caonabo maldijo a Ojeda y le dijo que, cuando muriera, sería pisoteado por su pueblo. 

Según fray Bartolomé de Las Casas, el cacique Caonabo fue apresado por medio de un ardid urdido por Alonso de Ojeda. Cuenta Bartolomé de Las Casas en Historia general de las Indias, libro I, capítulo CII: 
Tras ser capturado y entregado a Cristóbal Colón, su cautiverio fue con grilletes en una sala de la casa de Colón en La Isabela. Fue presentado a Colón y se le dijo que él era el jefe de "los blancos", pero Caonabo se negó a reconocer como jefe a Colón por considerar que el jefe tenía que ser Alonso de Ojeda, que era el que le había capturado.
Colón determinó que no podía condenarlo a muerte, siendo uno de los cinco caciques principales de la isla, y resolvió llevarlo a España para que se presentara ante los Reyes Católicos. Fray Bartolomé de las Casas explica que se mandó a Caonabo en una flota que partió del puerto de La Isabela en 1496, conjuntamente con un cargamento de indios esclavos, produciéndose entonces un huracán en el mismo puerto que hundió el barco donde viajaba, provocando que Caonabo muriese ahogado. Hernando Colón afirma que la muerte se debió al propio indómito carácter de Caonabo, que le llevó a morir de tristeza en su cautiverio en el propio barco.